# Seznam svatých oratoriánů
Toto je seznam svatých a blahoslavených oratoriánů. V závorce je uveden datum svátku.

## Svatí oratoriáni
- Filip Neri (26.5.) – zakladatel Kongregace oratoriánů
- Luigi Scrosoppi (3.4.) – kněz kongregace
- John Henry Newman (9.10.) – biskup a kardinál
- Joseph Vaz (16.1.) – kněz a misionář

## Blahoslavení oratoriáni
- Giovanni Giovenale Ancina (30.8) – biskup
- Antonio Grassi (13.12.) – kněz kongregace
- Sebastiano Valfrè (30.1.) – kněz kongregace
- Salvio Huix Miralpéix (5.8.) – biskup a mučedník